# Bloomfield (contea di Bedford)
Bloomfield  è un comune (township) degli Stati Uniti d'America, nella contea di Bedford nello Stato della Pennsylvania. Secondo il censimento del 2000 la popolazione è di 1.077 abitanti.

## Società

### Evoluzione demografica
La composizione etnica vede una prevalenza della razza bianca (98,89%) seguita da quella afroamericana (0,56%), dati del 2000.
| borough di Bloomfield Popolazione |       |
| 2000                              | 1.077 |
| Stima al 2009                     | 1.091 |